# Pandora (gruppo musicale)
Pandora è un trio vocale messicano femminile. Fu formato nel 1981 sotto il nome di Trebol dalle sorelle Isabel Lascurain e Mayte Lascurain e dalla loro cugina Fernanda Meade. Il trio fu ribattezzato "Pandora" dopo aver firmato con la EMI Records nel 1984.

## Origini
Durante gli anni scolastici, le sorelle Lascurain ed alcuni amici parteciparono come gruppo a vari festival musicali, con il nome "Las Jeans". Successivamente Fernanda Meade, un'amica di famiglia, si unì a Isabel e Mayte per formare un trio chiamato Trebol. Sotto questo nome registrarono un album per la RCA Victor nel 1981 intitolato El Día Que Me Quieras (Il giorno che mi ami).
Tra il 1981 e il 1984 il trio si è affermato facendo voci di appoggio per artisti come Emmanuel e Pedro Vargas (che è il padrino delle sorelle) e voci di supporto per il gruppo Timbiriche. Il 29 novembre 1984, il trio firmò un contratto discografico con la EMI e divenne il primo trio musicale femminile del Messico da trent'anni. Il direttore artistico della EMI Capitol Mexico, Luis Moyano, ribattezzò il gruppo "Pandora" dal nome della prima donna creata sulla terra nella mitologia greca.
Nel maggio 1989, Fernanda Meade lasciò il gruppo per cercare una carriera da solista e fu sostituita da Liliana Aboroa. Fernanda tornò nel gruppo nel 1997 e da allora ha continuato con loro.

## Fama ed eredità
La loro signature song è una composizione del cantautore Hernaldo Zúñiga dal titolo "¿Cómo te va mi amor?" ("Come va amore mio?") che è stata recentemente inserita al numero 16 del VH1 Countdown delle 100 migliori canzoni degli anni '80 in spagnolo.
Pandora ha raggiunto il primo posto nel Billboard Hot Latin Tracks nel 1993 con la loro interpretazione di "Without You", intitolata "Desde el Día Que Te Fuiste", tratta dal loro cover album Ilegal. L'album ha ricevuto una nomination per Pop Album ai Lo Nuestro Awards del 1993 e Pandora ha vinto per il Pop Group of the Year. L'anno seguente, sono apparsi come artisti ospiti nell'album di Plácido Domingo, nominato ai Grammy, De Mi Alma Latina.
La musica di Pandora può essere classificata come Pop latino, anche se alcuni dei loro album successivi presentano una composizione messicana molto più tradizionale. Pandora prende in prestito pesantemente altri artisti e cantautori. Il trio ha interpretato molte canzoni di Juan Gabriel, Manuel Alejandro, e Hernaldo Zúñiga. Queste cover costituiscono gran parte del loro repertorio di spettacoli.
Dopo aver pubblicato Pandora Otra Vez nel 1986, Fernanda Meade, Isabel Lascurian e Mayte Lascurian hanno avuto l'opportunità di esibirsi dal vivo negli Stati Uniti partecipando ad un tributo a Plácido Domingo all'Anfiteatro Universale di Los Angeles, trasferendosi in Europa per fare Huellas un anno dopo. Mentre visitava l'America per promuovere Hace Tres Noches Apenas, un album di musica tradizionale messicana, lo spettacolo live di Pandora al Metropolitan Theater di Città del Messico è stata registrata l'8 maggio 1998, pubblicata come Pandora 1985/1998.
Per celebrare il 25º anniversario del loro debutto, i tre membri originali di Pandora si sono riuniti nel 2010 per pubblicare un nuovo album, Pandora.. de plata, che consisteva in copertine, duetti e nuove registrazioni dei loro vecchi successi.

## Premi

### Grammy Awards
| Anno | Opera                | Premio                                 | Risultato   |
| ---- | -------------------- | -------------------------------------- | ----------- |
| 1985 | "Cómo Te Va Mi Amor" | Latin Pop Performance                  | Candidato/a |
| 1992 | ...Con Amor Eterno   | Latin Pop Album, Vocal or Instrumental | Candidato/a |

### Lo Nuestro Awards
| Anno | Nominato/Opera  | Premio                | Risultato       |
| ---- | --------------- | --------------------- | --------------- |
| 1990 | Pandora         | Pop Duo or Group      | Candidato/a     |
| 1991 | Pandora         | Pop Duo or Group      | Candidato/a     |
| 1992 | Con Amor Eterno | Pop Album of the Year | Vincitore/trice |
| 1992 | Pandora         | Pop Duo or Group      | Vincitore/trice |
| 1993 | Ilegal          | Pop Album of the Year | Candidato/a     |
| 1993 | Pandora         | Pop Duo or Group      | Vincitore/trice |
| 1994 | Pandora         | Pop Duo or Group      | Candidato/a     |
| 1998 | Pandora         | Pop Duo or Group      | Candidato/a     |

## Discografia
- 1985: Pandora
- 1986: Otra vez
- 1987: Huellas
- 1988: Buenaventura
- 1989: 999 razones
- 1991: Con amor eterno
- 1992: Ilegal
- 1993: Con amor eterno vol. II
- 1995: Confesiones
- 1997: Hace tres noches apenas
- 1998: Pandora 1985/1998
- 1999: Vuelve a estar conmigo
- 2002: En carne viva
- 2004: Por eso... Gracias
- 2006: En acústico
- 2010: De plata
- 2011: XXV años en vivo
- 2013: En el camino
- 2014: En el camino edición especial
- 2015: Pandora 30
- 2016: Navidad con Pandora
- 2019: Más Pandora que nunca